# Millettia macrostachya
Millettia macrostachya är en ärtväxtart som beskrevs av Collett och William Botting Hemsley. Millettia macrostachya ingår i släktet Millettia och familjen ärtväxter.

## Underarter
Arten delas in i följande underarter:
- M. m. macrostachya
- M. m. tecta